# Arseni Vorozheikin
Arseni Vasílievich Vorozheikin (en ruso: Арсе́ний Васи́льевич Вороже́йкин; Prokofievo, Imperio ruso, 28 de octubrejul./ 10 de noviembre de 1914greg.- Moscú, Rusia, 23 de mayo de 2001) fue comandante de escuadrón en la Fuerza Aérea Soviética y as de la aviación durante la Segunda Guerra Mundial. Recibió dos veces el honor más alto de la URSS, el título de Héroe de la Unión Soviética, y se convirtió en mayor general de Aviación después de la guerra.

## Biografía

### Infancia y juventud
Arseni Vorozheikin nació el 9 de noviembre de 1914 (según los documentos oficiales del ejército nació el 28 de octubre de 1912) en la pequeña localidad rural de Prokofievo, distrito de Gorodetsky, gobernación de Nizhni Nóvgorod, en esa época parte del Imperio ruso, en el seno de una familia de campesinos rusos. Completó su educación secundaria mientras vivía en la ciudad de Gorodéts antes de ingresar en el ejército en noviembre de 1931.

### Periodo de entreguerras
Vorozheikin ingresó en el Ejército Rojo en noviembre de 1931 (al ingresar en el ejército se añadió dos años más a su verdadera edad). Inicialmente fue asignado a la 17.ª División de Fusileros, de donde fue enviado a la ciudad de Gorki (actual Nizhni Nóvgorod). En 1933, fue transferido a la reserva e ingresó en la Facultad de Periodismo de la Escuela Agrícola Superior Comunista de Gorki, pero solo se graduó del primer curso antes de volver a ingresar al ejército en 1934. En 1937 se graduó en la Escuela de Pilotos de Aviación Militar de Járkov. Desde noviembre de 1937 hasta julio de 1938 se desempeñó como piloto júnior en el 53.º Regimiento de Bombarderos. Luego fue enviado a recibir entrenamiento para convertirse en comisario de escuadrón, y en enero de 1939 se graduó del curso de seis meses de comisarios-pilotos, después de lo cual regresó al 53.º Regimiento de Aviación de Bombarderos como comisario de escuadrón.
En mayo de 1939 fue transferido al 22.º Regimiento de Aviación de Cazas, donde continuó sirviendo como comisario de escuadrón. Allí, participó en las batallas en el río Jaljin Gol de mayo a septiembre de 1939. Mientras estuvo en la República Popular de Mongolia, realizó aproximadamente 100 salidas de combate en el caza Polikarpov I-16, durante las cuales derribó un Nakajima Ki-27 en solitario y obtuvo doce victorias aéreas compartidas.
Cuando fue retirado de la lucha en Jaljin Gol, era comisario de escuadrón en el 56.º Regimiento de Aviación de Cazas. Debido al comienzo de la Guerra de Invierno, fue transferido al 38.° Regimiento de Aviación de Cazas, en el que sirvió de febrero a marzo de 1940. Completó algunas salidas volando en el mejorado caza I-153 durante la guerra.
Desde mayo de 1940 hasta julio de 1941 estuvo asignado en el 84.º Regimiento de Aviación de Cazas. Inicialmente como subcomandante de escuadrón, y posteriormente fue ascendido a comandante de escuadrón antes de ser transferido al 348.º Regimiento de Aviación de Cazas, que tenía su base en Ereván y estaba equipado con el I-153.

### Segunda Guerra Mundial
En agosto de 1942 se graduó en un curso acelerado en la Academia de la Fuerza Aérea que había sido evacuada a la ciudad de Chaklov (actualmente Oremburgo). Al mes siguiente llegó al frente de guerra como subcomandante de escuadrón en el 728.º Regimiento de Aviación de Cazas; Más tarde fue ascendido al puesto de comandante de escuadrón. Allí luchó en el Frente de Kalinin hasta marzo de 1943, luego en el Frente de Vorónezh de julio a octubre y finalmente en el Primer Frente Ucraniano de octubre a julio de 1944. Participó en las ofensivas de Kursk, Dniéper, Kiev, Bélgorod-Járkov, Rovno-Lutsk, y en la liberación de muchas otras ciudades europeas. El 19 de agosto de 1943, resultó levemente herido en la mano izquierda en un combate aéreo.
El 2 de mayo resultó gravemente herido en la pierna derecha durante un bombardeo alemán en el aerópuerto de Ternópil (Ucrania), por lo que tuvo que permanecer ingresado en un hospital de la ciudad de Zitómir. Entre julio y octubre de 1944, ocupó el puesto de subcomandante del 32.º Regimiento de Aviación de Cazas en el Primer Frente ucraniano, con el que participó en la Ofensiva Leópolis-Sandomierz.
En noviembre, fue nombrado piloto-instructor sénior de la Dirección Principal de Entrenamiento de Combate de Aviación de la Fuerza Aérea, durante su servicio en dicho puesto realizó numerosos viajes de inspección a los regimientos de combate, donde instruyó a los pilotos sobre las mejores tácticas de combate aéreo, también participó en varios incursiones aéreas durante las ofensivas de Berlín y Praga.
El 1 de mayo de 1945, dirigió a un grupo de pilotos del 2.º Ejército Aéreo en un vuelo de victoria sobre el Reichstag derrotado, durante el cual arrojaron banderas rojas atadas a paracaídas. Una de las pancartas tenía escrito «Victoria» en un lado, y «Gloria a los soldados soviéticos que izaron la Bandera de la Victoria sobre Berlín» en el otro lado y otra pancarta contenía el texto «Larga vida al Primero de mayo».
A lo largo de su historial de combate, completó 250 salidas de combate, obteniendo 46 derribos en solitario y 13 compartidos; una de las victorias aéreas en solitario y doce en compartidas ocurrió durante la Batalla de Jalkjn Gol, y el resto fue en la Segunda Guerra Mundial. Por sus victorias durante la guerra, recibió el título de Héroe de la Unión Soviética el 4 de febrero de 1944 y el 19 de agosto de 1944.

### Posguerra
Después de la guerra continuó sirviendo en la Dirección Principal de Entrenamiento de Combate de Aviación, hasta octubre de 1945, cuando fue puesto al mando del 9.º Regimiento de Aviación de Cazas de la Guardia en la 128.ª División Aérea de Cazas. Desde diciembre de 1947 hasta noviembre de 1950 fue Inspector Principal de la Dirección de Entrenamiento de Combate de Aviones de Caza de la Fuerza Aérea Soviética. En 1952, se graduó en los cursos superiores de la Academia Militar del Estado Mayor General de las Fuerzas Armadas de la URSS. Desde marzo de 1953 estuvo al mando de la 108.ª División de Aviación de Cazas en el 76.º Ejército Aéreo del Distrito Militar de Leningrado.
En agosto de 1953, su división aérea fue transferida del Ejército Soviético a la Flota del Mar Negro de la Armada Soviética. Fue ascendido al rango de mayor general el 31 de mayo de 1954. En marzo de 1955 se convirtió en comandante adjunto de la fuerza aérea de la 4.ª flota y finalmente, en marzo de 1956, se convirtió en el subcomandante principal de la defensa aérea en la Flota del Mar Negro.
Se retiró por enfermedad en 1957, tras lo cual fijó su residencia en Moscú donde murió el 23 de mayo de 2001 y fue enterrado en el cementerio de Troekurovsky.

## Promociones
- Teniente (6 de noviembre de 1937)
- Capitán (12 de abril de 1943)
- Mayor (4 de abril de 1944)

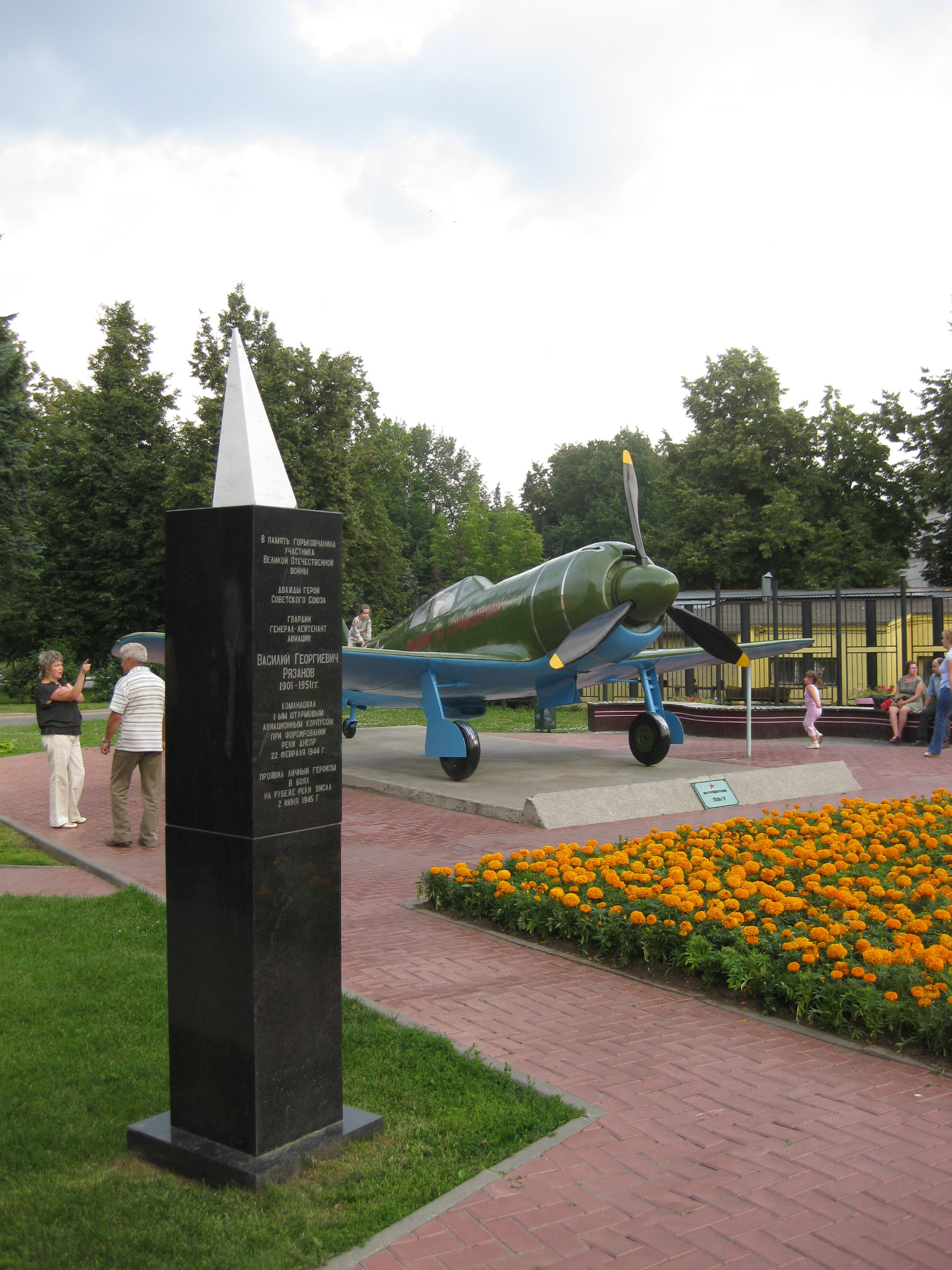
Estela de Arseni Vorozheikin y Vasili Riazánov en el Kremlin de Nizhni Nóvgorod

- Teniente coronel (14 de marzo de 1948)
- Coronel (22 de junio de 1951)
- Mayor general (31 de mayo de 1954).[1]

## Condecoraciones y reconocimientos

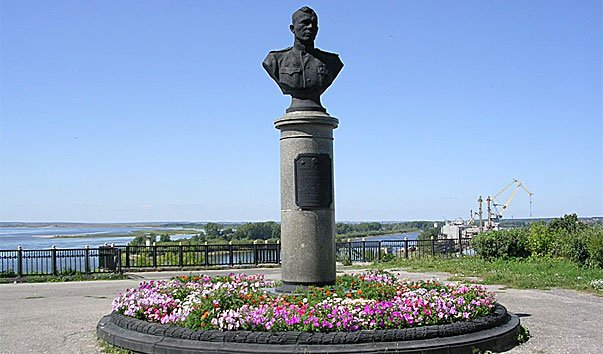
Busto de bronce en memoria de Arseni Vorozheikin en la ciudad de Gorodéts.

A lo largo de su carrera militar, Arseni Vorozheikin recibió las siguientes condecoraciones militares:
Unión Soviética
- Héroe de la Unión Soviética, dos veces (4 de febrero de 1944 y 19 de agosto de 1944)
- Orden de Lenin (1944)
- Orden de la Bandera Roja, cuatro veces (1939, 1943, 1947 y 1953)
- Orden de Suvórov de 3.er grado (1944)
- Orden de Alejandro Nevski (1943)
- Orden de la Guerra Patria de 1.er grado (1985)
- Orden de la Estrella Roja, dos veces (1947 y 1955)
- Medalla por el Servicio de Combate
- Medalla Conmemorativa por el Centenario del Natalicio de Lenin
- Medalla por la Victoria sobre Alemania en la Gran Guerra Patria 1941-1945
- Medalla Conmemorativa del 20.º Aniversario de la Victoria en la Gran Guerra Patria de 1941-1945
- Medalla Conmemorativa del 30.º Aniversario de la Victoria en la Gran Guerra Patria de 1941-1945
- Medalla Conmemorativa del 40.º Aniversario de la Victoria en la Gran Guerra Patria de 1941-1945
- Medalla Conmemorativa del 50.º Aniversario de la Victoria en la Gran Guerra Patria de 1941-1945
- Medalla de Zhúkov
- Medalla Conmemorativa del 300.º Aniversario de la Armada de Rusia
- Medalla Conmemorativa del 850.º Aniversario de Moscú
- Medalla por la Conquista de Berlín
- Medalla por la Liberación de Varsovia
- Medalla de Veterano de las Fuerzas Armadas de la URSS
- Medalla del 30.º Aniversario de las Fuerzas Armadas de la URSS
- Medalla del 40.º Aniversario de las Fuerzas Armadas de la URSS
- Medalla del 50.º Aniversario de las Fuerzas Armadas de la URSS
- Medalla del 60.º Aniversario de las Fuerzas Armadas de la URSS
- Medalla del 70.º Aniversario de las Fuerzas Armadas de la URSS

Otros países
- Cruz de Vuelo Distinguido (Estados Unidos, 1945)
- Orden de la Bandera Roja (Mongolia, 10 de agosto de 1939).

### Memoria
- Hay un busto de bronce del Héroe en la ciudad de Gorodéts
- Ciudadano de honor de la ciudad de Gorodéts.
- Varias calles de las ciudades rusas de Gorodéts y Nizhni Nóvgorod llevan su nombre.
- En 2005, se erigió una estela en el Kremlin de Nizhni Nóvgorod en memoria de los pilotos Arseni Vorozheikin y Vasili Riazánov
- La escuela n.º 1 en la ciudad de Gorodéts en la que estudió lleva también su nombre.[5]